# Jüdische Gemeinde Frankenau
Die Jüdische Gemeinde Frankenau in Frankenau im nordhessischen Landkreis Waldeck-Frankenberg bestand vom 17. Jahrhundert bis 1938/39.

## Gemeindeentwicklung bis 1933
Jüdische Einwohner sind in der kleinen Stadt erstmals im Jahre 1659 belegt, als der „Schutzjude“ Moses (bzw. Moyses, Moises) mit zwei Familienangehörigen bekundet ist. Erst 1671 verzeichnen die Judenspezifikationen des Amts Frankenberg dann eine zweite jüdische Familie am Ort.  Im 18. Jahrhundert begann ein allmähliches Wachstum, und 1785 werden sieben „Schutzjuden“ (meist mit Familien) genannt.  Im 19. und 20. Jahrhundert entwickelte sich die Zahl der jüdischen Einwohner wie folgt:
| Jahr | Einwohner, gesamt | Jüdische Einwohner | Anteil in Prozent |
| ---- | ----------------- | ------------------ | ----------------- |
| 1827 | 920               | 22                 | 2,4 %             |
| 1837 | …                 | 34                 | … %               |
| 1861 | 1.065             | 40                 | 3,8 %             |
| 1871 | 1.002             | 61                 | 6,1 %             |
| 1885 | 995               | 54                 | 5,4 %             |
| 1895 | 941               | 52                 | 5,5 %             |
| 1905 | 980               | 70                 | 7,1 %             |
| 1924 | 1.071             | 49                 | 4,5 %             |
| 1933 | 1.148             | 65                 | 5,7 %             |

Bis zur Mitte des 19. Jahrhunderts lebten die meisten Familien vom Viehhandel oder vom Hausierhandel mit Ellenwaren oder Spezereien. Danach besserten sich die wirtschaftlichen Verhältnisse, und mehrere Läden konnten eröffnet werden, die bei der wirtschaftlichen Entwicklung der Stadt von Bedeutung waren.

## Ende der Gemeinde
Ab 1933 nahm die Zahl der jüdischen Einwohner durch Ab- und Auswanderung schnell ab. 27 Personen emigrierten in die USA, drei Personen 1936 nach Palästina/Israel. 28 Personen verzogen innerhalb Deutschlands, davon 15 nach Frankfurt. Die letzte Familie meldete sich am 28. März 1939 aus Frankenau ab.

## Gemeindeeinrichtungen
Die Gemeinde gehörte zum Rabbinatsbezirk Oberhessen mit Sitz in Marburg. Sie hatte eine Synagoge, eine eigene Schule („Klaus“), ein rituelles Bad („Mikwe“) und den Jüdischen Friedhof in Frankenau.

### Schule
Die jüdische Schule war zunächst lediglich Religionsschule. Von 1874 bis 1898 war sie eine Israelitische Elementarschule, ab 1902 private israelitische Schule, und von 1907 bis etwa 1924 wieder Israelitische Elementarschule.  Die Zahl der Schüler betrug 24 im Jahre 1874, fiel danach aber auf nur noch 10 im Jahre 1886 und 7 im Jahre 1893.  1907 waren es dann wieder 20 Kinder, die die Israelitische Elementarschule besuchten.  Im Schuljahr 1931/32 erhielten dann nur noch drei schulpflichtige Kinder jüdischen Religionsunterricht im Ort.  Ein jüdischer Lehrer war zeitweise angestellt; er diente gleichzeitig als Vorbeter und Schochet.

### Synagoge
Der Stadtbrand im April 1865 zerstörte auch die bisher bestehende Synagoge bzw. den Betraum. Noch im selben veranstaltete die jüdische Gemeinde eine Kollekte zum Bau oder zur Einrichtung einer neuen Synagoge.  Schon 1867 wurde die neue Synagoge, ein unterkellerter zweistöckiger Fachwerkbau auf Sandsteinfundament, in dem auch die Schule untergebracht war, fertiggestellt.  1896 wurde sie renoviert.
Auf Grund der zunehmenden Ab- und Auswanderung von Gemeindemitgliedern ab 1933 war 1938 abzusehen, dass eine Kehillah zur Abhaltung von Gottesdiensten bald nicht mehr zusammenkommen würde, und im Frühjahr oder Sommer 1938 wurde die Synagoge an einen Nachbarn verkauft. Wegen Schwammbefalls wurde das Gebäude schließlich abgerissen.  Der Sockel mit dem Kellerraum war 1949 noch vorhanden.  Auf dem Grundstück (Rieschstraße 6) wurde später ein neues Gebäude errichtet.

## Erinnerung
Am 17. Juni 1992, anlässlich der 750-Jahr-Feier der Verleihung der Stadtrechte, wurde an der Grundstücksgrenze zwischen der ehemaligen und mittlerweile abgerissenen Synagoge und der evangelischen Kirche ein Gedenkstein für die ermordeten und vertriebenen jüdischen Einwohner errichtet.